# عبدالرضا سپهوند
عبدالرضا سپهوند (زادهٔ ۱۳۳۷ در خرم‌آباد) نمایندهٔ حوزهٔ انتخابیهٔ خرم‌آباد در دورهٔ پنجم مجلس شورای اسلامی بوده‌است.